# Soul to Soul (pel·lícula)
Soul to Soul és una pel·lícula documental del 1971 sobre el concert del Dia de la Independència celebrat a Accra, Ghana, el 6 de març de 1971. Compta amb una sèrie de músics majoritàriament estatunidencs de R&B, soul, rock i jazz.

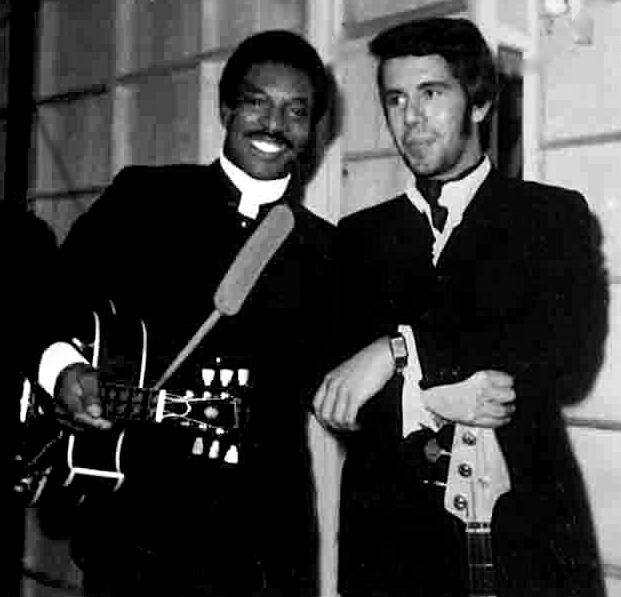
Wilson Pickett

Dirigida per Denis Sanders, Soul to Soul fou estrenada l'agost de 1971. a pel·lícula consta d'extensos fragments de les actuacions del concert, juntament amb imatges documentals dels músics interactuant. amb ghanesos locals els dies previs a l'espectacle.

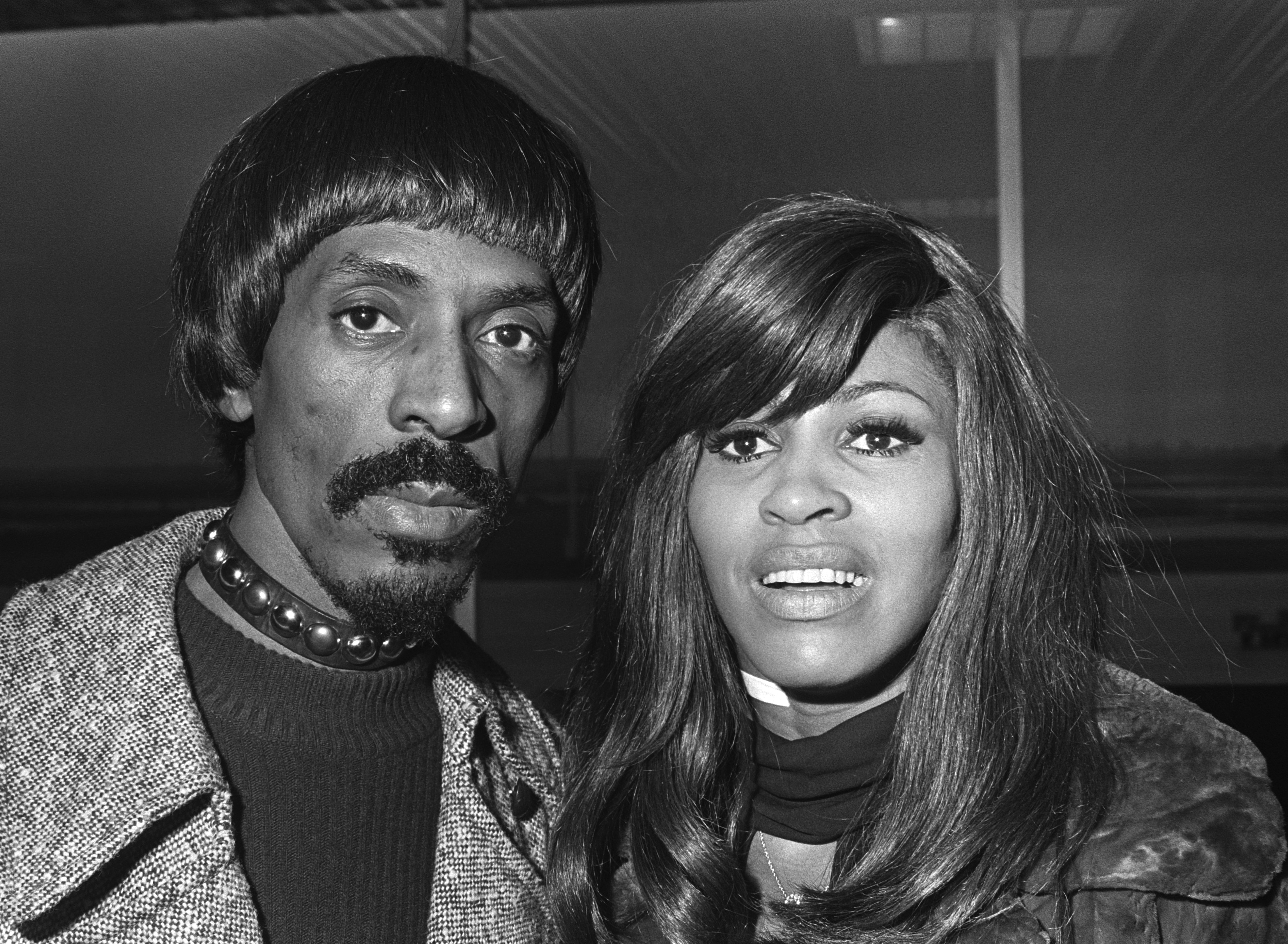
Ike & Tina Turner (1971)

## Concert
Després de declarar la seva Independència el 6 de març de 1957, Ghana havia fet una varietat d'esforços per connectar amb membres de la diàspora africana, alguns dels (Maya Angelou, W. E. B. Du Bois i George Padmore) van viure a la nació d'Àfrica Occidental durant un temps. A mitjans de la dècada de 1960, Angelou es va acostar al govern de Kwame Nkrumah i va suggerir portar un nombre d'artistes afroamericans a Ghana per les celebracions anuals de la independència. Nkrumah va ser destituït abans que es poguessin prendre mesures, però quan l'equip estatunidenc pare-fill d'Ed Mosk i Tom Mosk es va acostar al Ghana Arts Council el 1970 amb una idea per a un concert, el Consell va acceptar. Al concert de l'Àfrica Occidental de James Brown de 1970, Brown va actuar a Lagos, Nigèria, però no va actuar a Ghana.

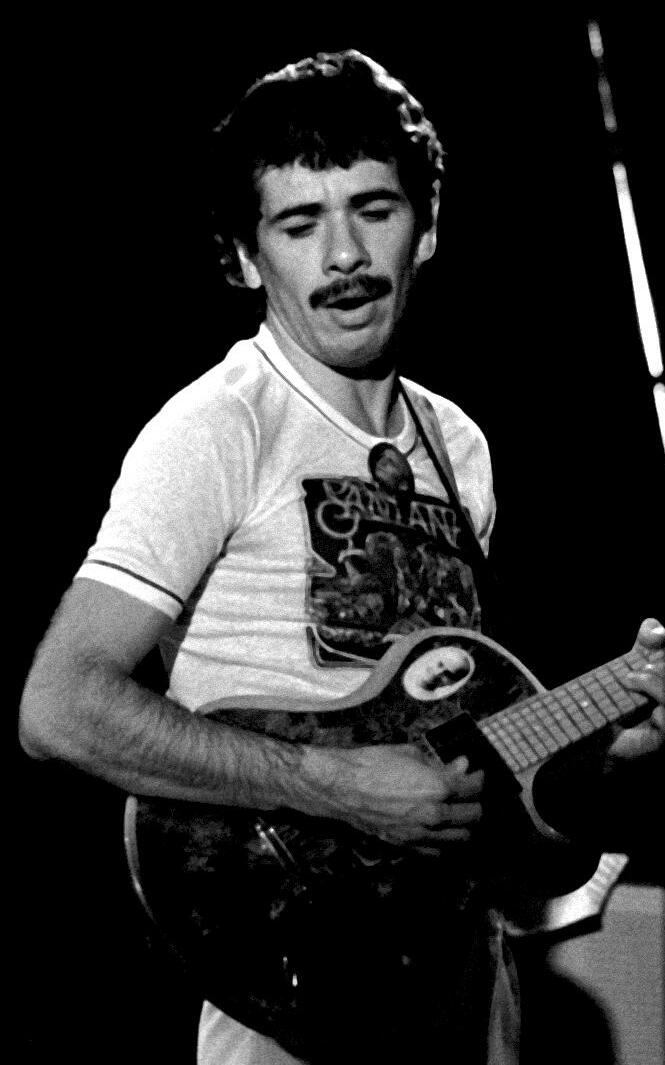
Santana

Dels músics convidats a actuar, Wilson Pickett va ser, amb diferència, l'estrella més gran a Ghana. Els organitzadors també van buscar sense èxit actuacions dels estatunidencs Aretha Franklin, James Brown, Booker T & The MG's, Louis Armstrong, i la cantant de gospel Marion Williams.

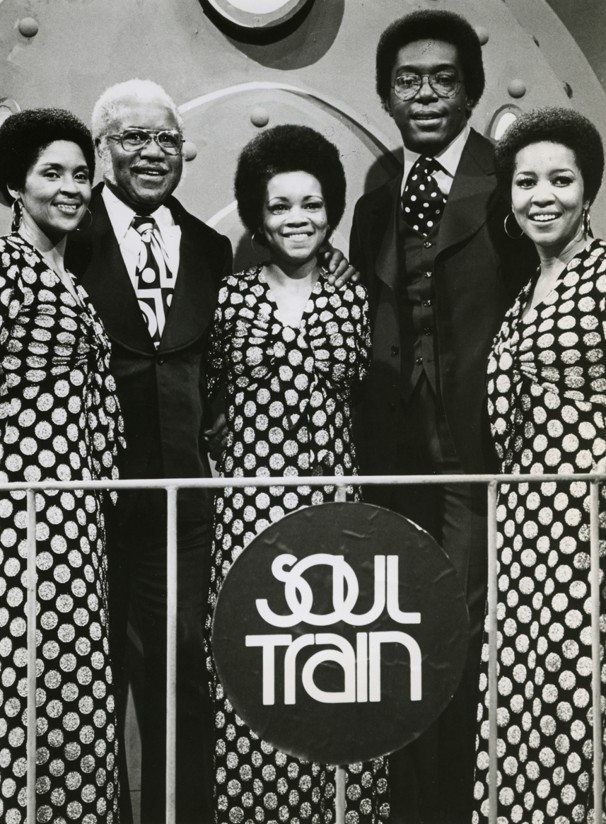
The Staple Singers

L'espectacle, amb el locutor Mike Eghan com MC, es va celebrar a la Black Star Square (ara Independence Square).
Molts a l'espectacle van comentar que la banda Santana, tot i tenir només un membre negre, va tocar la música més "africana" de la nit. Alguns han argumentat que la fusió de Santana dels ritmes llatins amb la música rock va influir fortament en el desenvolupament de l'afrobeat.

## Músics
Els artistes estatunidencs eren majoritàriament afroamericans i representaven una varietat d'estils musicals:
- Wilson Pickett
- Ike & Tina Turner
- Les McCann and Eddie Harris
- The Staple Singers
- Santana, amb Willie Bobo als timbals
- Roberta Flack
- The Voices of East Harlem

El concert també va comptar amb actuacions de diversos actes ghanesos:
- Guy Warren, també conegut com a "The Divine Drummer", també conegut com a Kofi Ghanaba, un dels primers músics africans a tocar al costat de músics de jazz estatunidencs[6]
- The Damas Choir, potser el grup vocal més destacat del país des de la dècada de 1940, dirigit per Ishmael Adams
- Charlotte Dada (de vegades escrit Dadah o Daddah), més coneguda a Occident per la seva versió soul de la cançó de The Beatles "Don't Let Me Down"
- Kwa Mensah, un pioner en la música highlife i l'estil més antic palmwine
- The Kumasi Drummers, un grup de la Regió Aixanti
- The Aliens, la banda de rock més coneguda de Ghana, de vegades coneguda com The Psychedelic Aliens o The Magic Aliens
- The Anansekromian Sounds, la banda house del Ghana Arts Council

També van actuar (i es van veure a la pel·lícula) el grup Nandom Sekpere de la regió Septentrional (ara Upper West), i el intèrpret de xiulets Nakpi.
A més, Les McCann i Eddie Harris van tocar una part de la seva actuació amb un intèrpret de calabash de Ghana i home de medicina anomenat Amoah Azangeo.

## Recepció
The New York Times (19 d'agost de 1971):
| « | "Soul to Soul" t'enganxarà. Desafiem a qualsevol a veure la mitja hora final d'aquest documental en color d'un concert de música soul i gospel, realitzat a Ghana, sense tocar un peu. Però és el mar de cares negres entusiastes, les dels artistes americans visitants i el seu públic de Ghana, el que fa d'aquesta pel·lícula una experiència inquietant... Principalment i de manera compacta, la pel·lícula s'enganxa al concert, evocant de manera brillant les actuacions i les reaccions del públic a un flux de primers plans i plans panoràmics, fins al pols punxant i fort de la música. | » |

## Vídeo domèstic
La pel·lícula va ser finalment restaurada gràcies a un programa de la Fundació Grammy que busca preservar pel·lícules importants sobre música, i va debutar de nou el febrer de 2004 en un esdeveniment al Museu d'Art del Comtat de Los Angeles. Va ser llançat en DVD el 24 d'agost de 2004. El nou llançament no inclou cap actuació de Roberta Flack, que va sol·licitar la seva eliminació. Però inclou un àlbum de banda sonora en CD, que inclou cançons de tots els EUA intèrprets exclosos Santana i Flack, més els Kumasi Drummers, el Damas Choir i Kwa Mensah.